# Europiella pintoi
Europiella pintoi är en insektsart som beskrevs av Schuh 2004. Europiella pintoi ingår i släktet Europiella och familjen ängsskinnbaggar. Inga underarter finns listade i Catalogue of Life.